# Dominion: Prequel to the Exorcist
Dominion: Prequel to the Exorcist  (trad. lett. Dominion: Prequel all'Esorcista) è un film del 2005 diretto da Paul Schrader, che, come suggerisce il suo stesso titolo, narra delle vicende dell'esorcista Lankester Merrin precedenti a quella mostrata ne L'esorcista di William Friedkin, qui interpretato da Stellan Skarsgård (nel film di Friedkin, invece, la stessa parte era ricoperta da Max von Sydow).

## Trama
Il primo incontro tra il demone mitologico assiro Pazuzu e il giovane prete Lankester Merrin che cerca di ritrovare la fede perduta.
La storia è ambientata anni prima della lotta tra padre Merrin e Pazuzu per salvare le anime del giovane africano Kokumo prima e della piccola Regan MacNeil dopo.
Nel 1944, padre Merrin, sacerdote di un piccolo villaggio dei Paesi Bassi, viene costretto da un ufficiale nazista a selezionare dieci cittadini da far giustiziare per aver tentato di fuggire dalla città, altrimenti l'intera popolazione del villaggio verrà fucilata. Merrin è costretto ad assecondare l'ufficiale per salvare il resto del paese, ma resta sconvolto al punto di perdere la fede. Decide quindi di abbandonare le sue funzioni ufficiali da sacerdote per seguire delle spedizioni archeologiche. 
Padre Lankester Merrin è in viaggio in Turkana, località del Kenya nell'Africa Orientale. In tale continente, Merrin si unisce ad un gruppo di archeologi. Gli scavi a cui lavora riportano alla luce un antico tempio bizantino nel quale un mosaico riproduce lo scontro tra Lucifero e l'Arcangelo Michele. Merrin scoprirà sulla sua pelle che il luogo è infestato da spiriti maligni e dovrà combattere strenuamente contro Satana che qui appare radicato nella storia degli uomini e nell'avidità coloniale che si perpetua da quattro secoli.
Merrin riceve segnalazioni di un dibattersi intorno a lui di elementi di Bene e Male: ci sono strane analogie con il passato quando ad esempio il maggiore al forte ripete un identico barbaro gesto cui l'esorcista ha già assistito in un altro luogo. Suicidio, delitto, crudeltà bibliche, la natura stessa rivela sovvertimento da parte di qualcosa di anomalo. Un giovane del villaggio, Cheche, che tutti respingono perché ritenuto "maledetto", vittima di una maledizione, viene soccorso da Merrin, padre Francis e la dott.ssa Rachel Lesno. Quest'ultima si offre addirittura di operarlo per correggerne le deformità di una gamba. Non sanno che in realtà, Cheche è posseduto dallo stesso Satana. Padre Francis lo scoprirà per primo, ma per quanto sostenuto dalla grandezza del suo idealismo, soccomberà all'inganno della paura. La stessa Rachel incantata dal furore del Male Assoluto, tarderà a risvegliarsi dal suo sonno di scelleratezza. Padre Merrin sarà l'unico a comprendere che in fondo la vera battaglia è all'interno di sé, nella propria mente divisa e raggirata.
E mentre fuori il mondo soggiace alla richiesta di Satana e al suo tributo di violenza e caos, egli, realmente consapevole di sé e delle sue contraddizioni, affronterà il Diavolo e le sue menzogne, tornando ancora una volta nel passato a quell'evento tragico che lo ha condotto a perdere sé stesso e la fede.
Padre Merrin compirà uno dei suoi primi esorcismi, cosa che lo metterà faccia a faccia con il demone e che lo perseguiterà fino alla morte.

## Produzione
Poco prima che il film fosse ultimato, la casa produttrice, temendo un insuccesso del film stesso, rimpiazzò Schrader alla regia, e affidò il progetto a Renny Harlin, che riprese il film e ne fece la nuova versione: L'esorcista - La genesi.
Il film riprende la stessa trama di Dominion: Prequel to the Exorcist così come diverse scene alternative. In seguito ad un successo di critica e pubblico piuttosto modesto, la casa produttrice consentì a Schrader di riprendere il progetto lasciato interrotto, e distribuì il film a partire dal maggio 2005.

## Curiosità
- Spin-off (e cronologicamente prequel) de L'esorcista. Infatti questa volta la storia è vista attraverso gli occhi di padre Merrin, e del suo passato tormentato. Nel primo e secondo film della saga, padre Merrin appare come deuteragonista e non protagonista.
- Il film è inedito in Italia.